# Teixeira Lott

Lott com Niomar Moniz Sodré Bittencourt em visita ao jornal Correio da Manhã

Henrique Batista Duffles Teixeira Lott GCC • GCA (Barbacena, 16 de novembro de 1894 – Rio de Janeiro, 19 de maio de 1984) foi um militar e político brasileiro, que atingiu o posto de marechal, foi Ministro da Guerra e concorreu à Presidência da República nas eleições de 1960. Ficou conhecido por preservar a ordem constitucional brasileira ao garantir a posse do presidente eleito Juscelino Kubitschek e do vice-presidente João Goulart, num episódio que entraria para história como o Movimento de 11 de Novembro.

## Biografia
Henrique Batista Duffles Teixeira Lott nasceu em Sítio (MG), distrito de Barbacena e embrião do futuro município de Antônio Carlos (Minas Gerais), no dia 16 de novembro de 1894, filho de Henrique Matthew Lott, de ascendência inglesa, e de Maria Batista Duffles Teixeira Lott, filha dum português. Em 1905, matriculou-se no Colégio Militar (RJ). Sentou praça em março de 1911. Promovido a primeiro-tenente em novembro de 1920, fez os cursos de engenharia militar, cavalaria e infantaria, em cuja arma obteve o primeiro lugar da turma.
Em março de 1925, Lott matriculou-se no primeiro ano da Escola de Estado-Maior do Exército, cujo curso concluiu em dezembro de 1927. Quando irrompeu a Revolução de 1930, Lott servia ainda como instrutor da Escola Militar, onde comandava um batalhão.
Comandou a Escola de Estado-Maior, na Praia Vermelha, entre 23 de dezembro de 1942 e 12 de julho de 1943.
Em novembro de 1944, foi promovido a general-de-brigada, seguindo logo depois para Santa Maria como comandante da Infantaria Divisionária/3, onde permaneceu de dezembro de 1944 a março de 1946. Estava nesse posto quando, sondado, aquiesceu ao movimento militar que destituiu o presidente Getúlio Vargas no dia 29 de outubro de 1945. Deixou a ID/3 em março de 1946, para comandar a Infantaria Divisionária/2, em São Paulo.
Em dezembro de 1946 foi nomeado adido militar junto à embaixada brasileira em Washington.
No período de 12 de março de 1949 a 2 de outubro de 1952, comandou a 2ª Região Militar, também em São Paulo.
Em 1954, no próprio dia do suicídio de Vargas, o vice-presidente João Café Filho tomou posse na presidência da República. Conhecido por suas posições de intolerância a qualquer indisciplina militar, Lott foi imediatamente escolhido para ocupar o Ministério da Guerra.
A 10 de Dezembro de 1954 foi agraciado com a Grã-Cruz da Ordem Militar de Avis de Portugal.
Caracterizava-se pelos seus hábitos metódicos, pelo seu respeito à hierarquia militar e ao governo constituído. Após o suicídio de Vargas, Café Filho assumiu a presidência da República e nomeou Teixeira Lott ministro de Guerra, devido às pressões da caserna (sobretudo de oficiais generais), mas especialmente visando afastar a influência do general pró-Vargas, Newton Estillac Leal, sobre os militares. Quando Juscelino Kubitschek e João Goulart venceram as eleições presidenciais de outubro de 1955 - respectivamente para presidente e vice-presidente -, houve uma divisão das Forças Armadas, pois a chapa vitoriosa era constituída por dois candidatos getulistas, o mineiro Juscelino Kubitschek e o gaúcho João Goulart.
No dia 1º de novembro, por ocasião do enterro do general Canrobert Pereira da Costa, a crise político-militar ganhou nova dimensão. Durante a cerimônia, na qual, entre outros oradores, Lott pronunciou um discurso, um destacado integrante da corrente udenista nas forças armadas, o coronel Jurandir de Bizarria Mamede, pediu a palavra e fez também um pronunciamento. Mamede, que não estava escalado para falar, além de elogiar o general morto por haver liderado o movimento contra Vargas em agosto de 1954, afirmou que “seria uma indiscutível ‘mentira democrática’ se o regime presidencial, que comporta uma enorme soma de poderes no Executivo, permitisse a vitória da minoria que seria consubstanciada na posse dos eleitos”. Lott julgou imprescindível a punição de Mamede, o que entretanto dependia do assentimento de Café Filho, pois o oficial na ocasião lecionava na Escola Superior de Guerra (ESG), órgão ligado ao Estado-Maior das Forças Armadas (EMFA) que, por sua vez, era subordinado à Presidência da República.

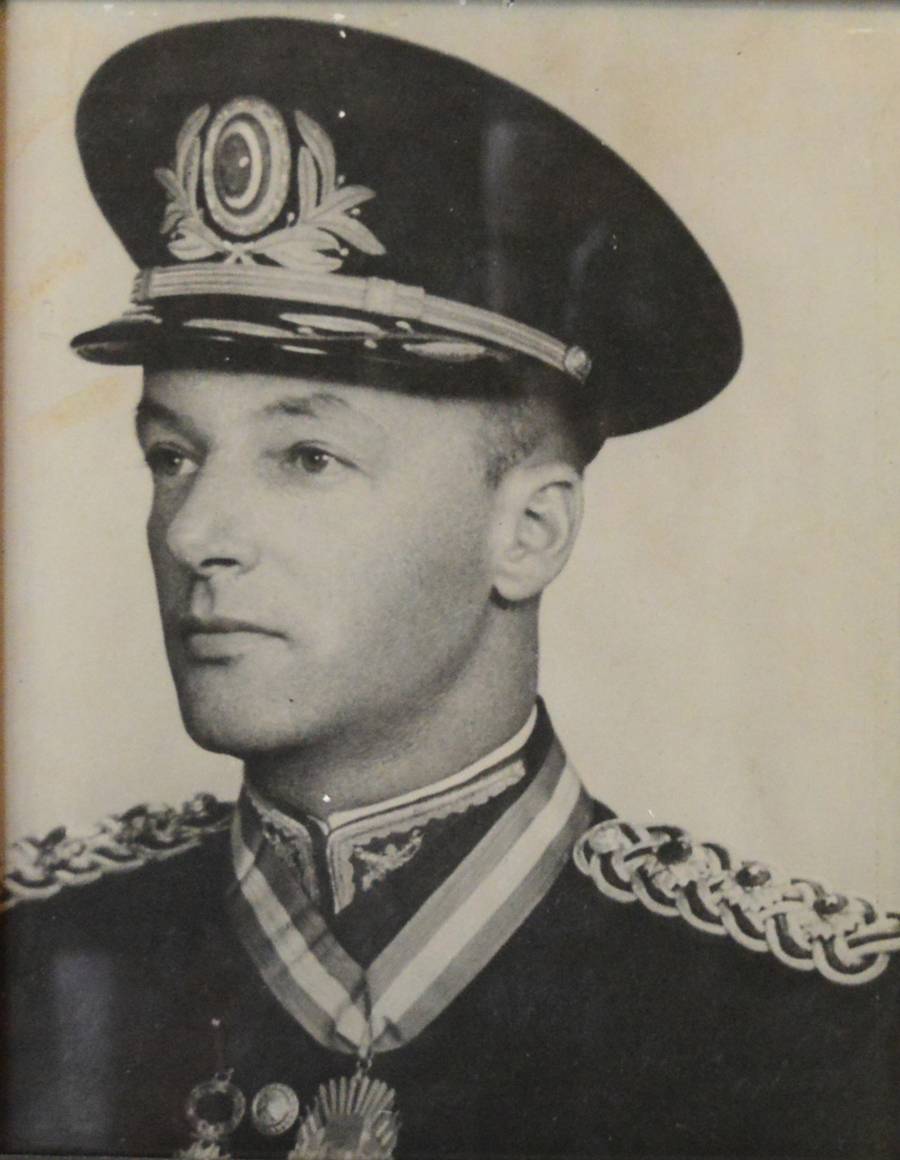
Foto do Coronel Henrique Lott na galeria dos ex-comandantes da ECEME

Persistindo em seu empenho de punir o coronel Mamede, no dia 3 Lott telefonou para o chefe do Gabinete Militar, coronel José Canabarro Pereira, para saber se Café Filho já havia tomado conhecimento do discurso de Mamede. Foi então informado de que o presidente acabava de ser internado no Hospital dos Servidores do Estado. No dia seguinte, Lott foi chamado por Carlos Luz — presidente da Câmara dos Deputados e substituto legal de Café Filho —, que lhe pediu um relato sobre a situação no Exército. O ministro da Guerra transmitiu ao presidente interino a opinião de que quase todos os chefes e oficiais estavam a favor da manutenção da ordem constitucional e do respeito às decisões da Justiça Eleitoral.
Voltando no dia 10 ao palácio do Catete para a audiência marcada, Lott foi recebido por Carlos Luz depois de esperar hora e meia. Na conversa entre os dois o presidente comunicou ao ministro da Guerra o parecer do consultor-geral da República, Temístocles Cavalcanti, contrário à punição do coronel Mamede, acrescentando que este último permaneceria lotado no EMFA, resguardado, portanto, de qualquer sanção. Imediatamente Lott colocou seu cargo à disposição do presidente, que, além de aceitar o pedido de demissão, informou-lhe que já havia pensado num substituto para o posto, o general Álvaro Fiúza de Castro. O general Fiúza, que se encontrava naquele momento no palácio, foi chamado à sala da reunião e tanto ele quanto o presidente manifestaram o desejo de que a posse fosse imediata. Lott argumentou, entretanto, que precisava “esvaziar as gavetas” do ministério, ficando assim a transmissão do cargo marcada para o dia seguinte.
A notícia da demissão de Lott provocou intensa atividade nos círculos militares e políticos ligados a Juscelino. Ainda no dia 10, na casa do general Zenóbio da Costa, reuniu-se o comando central do Movimento Militar Constitucionalista, composto por oficiais que serviam sob suas ordens. Na residência do general Odílio Denys, comandante da Zona Militar Leste (hoje Comando Militar do Leste), realizou-se uma outra reunião congregando dez generais comandantes das guarnições do Rio de Janeiro, além do general Olímpio Falconière da Cunha, comandante da Zona Militar Centro (atual Comando Militar do Sudeste), que se encontrava de passagem pelo Rio. O general Denys estivera com Lott antes da reunião e o havia informado de que a Marinha e a Aeronáutica estavam de prontidão. Quando comunicou-lhe que ele e os generais sob seu comando estavam dispostos a abandonar seus cargos caso Lott deixasse o ministério e que julgavam conveniente que o Exército também entrasse de prontidão, o ministro da Guerra colocou-se contra, ainda não convencido da validade de opor-se abertamente ao que considerava intentos golpistas do governo. Finalmente, à uma hora da madrugada do dia 11, Lott telefonou para o general Denys e comunicou-lhe que estava disposto a agir. Juntando-se ao grupo que se encontrava na casa de Denys, seguiu para o Ministério da Guerra, onde foi centralizado o comando das operações militares. Às quatro horas da manhã Carlos Luz tentou comunicar-se com Lott, mas este recusou-se a atendê-lo.
Em 11 de novembro, Lott desencadeou o movimento militar, dito de "retorno ao quadro constitucional vigente". Houve então a declaração do impedimento do presidente em exercício, Carlos Luz, a entrega de seu cargo ao presidente do senado Nereu Ramos e a garantia da posse dos eleitos, em obediência à Constituição. No início de 1956, Lott continuou como ministro da Guerra no governo de JK, pois garantira a posse do presidente, mobilizando as tropas nas ruas. Foi quando recebeu uma espada de ouro da comunidade defensora da legalidade constitucional (segundo familiares e amigos próximos, Lott teria recusado a espada de ouro, ao brandir sua tradicional espada de general). Este acontecimento ficou conhecido com Movimento de 11 de Novembro.
Em 17 de Maio de 1958 foi agraciado com a Grã-Cruz da Ordem Militar de Cristo de Portugal.
Distinguiu-se pelo legalismo e por suas convicções democráticas. Na eleição presidencial brasileira de 1960, o Marechal Lott, já na reserva, foi indicado candidato à Presidência da República pela coligação governista PTB/PSD que elegera JK em 1955 e dera sustentação ao governo deste e recebeu apoio de Juscelino. A campanha de Teixeira Lott foi uma das primeiras a contar com um planejamento profissional, com técnicas de marketing político importadas dos Estados Unidos. O jingle utilizado em sua campanha é considerado um dos melhores já feitos em campanhas eleitorais no Brasil.

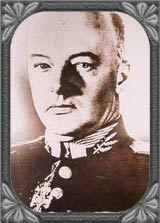
Foto do Marechal Henrique Lott existente na sala do Alto Comando do Exército

Porém, foi derrotado por Jânio Quadros. Após isso tentou ainda permanecer na vida pública.  Em 1961, declarou-se contrário à tentativa de golpe planejada pelos ministros militares para impedir a posse de João Goulart após a renúncia de Jânio e foi de extrema importância para a Campanha da Legalidade de Brizola ao aconselhar a buscar apoio em chefes militares nacionalistas locais. No caso, os generais de Exército Oromar Osório, comandante em Santiago, e Peri Constant Bevilacqua, comandante em Santa Maria. Para assegurar a legalidade, em 26 de agosto de 1961 (dia seguinte à renúncia do presidente Jânio Quadros), fez um importante manifesto às Forças Armadas:
Aos meus camaradas das Forças Armadas e ao povo brasileiro.
Tomei conhecimento, nesta data, da decisão do Senhor Ministro da Guerra, Marechal Odílio Denis, manifestada ao representante do governo do Rio Grande do Sul, deputado Rui Ramos, no Palácio do Planalto, em Brasília, de não permitir que o atual Presidente da República, Sr. João Goulart, entre no exercício de suas funções, e ainda, de detê-lo no momento em que pise o território nacional.
Mediante ligação telefônica, tentei demover aquele eminente colega da prática de semelhante violência, sem obter resultado. Embora afastado das atividades militares, mantenho um compromisso de honra com a minha classe, com a minha pátria e as suas instituições democráticas e constitucionais. E, por isso, sinto-me no indeclinável dever de manifestar o meu repúdio à solução anormal e arbitrária que se pretende impor à Nação.
Dentro dessa orientação, conclamo todas as forças vivas do país, as forças da produção e do pensamento, dos estudantes e intelectuais, dos operários e o povo em geral, para tomar posição decisiva e enérgica no respeito à Constituição e preservação integral do regime democrático brasileiro, certo ainda de que os meus camaradas das Forças Armadas saberão portar-se à altura das tradições legalistas que marcam sua história no destino da Pátria.

General Henrique Lott, Ministro da Guerra, participa da inauguração do Colégio Militar de Belo Horizonte, em 1956. Arquivo Nacional.

Por conta desse pronunciamento no qual se contrapunha ao Ministro da Guerra, que era contrário à posse de João Goulart, Lott foi preso. Estava em seu apartamento em Copacabana, com a família, quando chegaram militares para prendê-lo. Todavia, o Marechal se recusou a ser detido por um oficial de patente inferior à sua e exigiu que fosse cumprida a hierarquia militar. Aguardou, assim, a chegada do marechal Nilo Sucupira, para finalmente sair. Lott recebeu uma pena de 30 dias de prisão (dos quais cumpriu 15), sendo três dias na inóspita Fortaleza da Laje.
Após o Golpe Militar de 1964, residiu em Teresópolis, no estado do Rio de Janeiro. Em 1965, foi impedido, pela Justiça Eleitoral, de lançar sua candidatura ao governo do então estado da Guanabara. Foi declarado inelegível por falta de domicílio regular.
O marechal afastou-se definitivamente da vida pública por não concordar com o regime militar que estava iniciando no Brasil, e se privou dos assuntos políticos brasileiros.
Em novembro de 1979, defendeu publicamente a necessidade e importância da anistia.

### Tragédia familiar
Em 12 de junho de 1971, Edna Lott, filha do Marechal, que foi deputada estadual até ter seu mandato cassado pela Ditadura Militar em 1969, foi assassinada pelo motorista Eduardo Fernandes da Silva. De acordo com as investigações realizadas à época o fato teria sido produto de crime passional, porém uma versão alternativa dá conta de que o assassinato teria sido motivado porque Edna estava denunciando torturas na época da Ditadura Militar.

### Falecimento e Legado
Quando morreu em 1984, seu enterro aconteceu sem honras militares. O Ministério do Exército tentou minimizar e justificar o fato, mas a imprensa da época divulgou a ausência das honras militares no enterro de Lott. Leonel Brizola, na época governador do Rio de Janeiro decretou luto oficial de três dias e declarou que, na sua volta do exílio, a primeira pessoa que visitou foi o marechal. Cerca de duzentas pessoas compareceram ao seu enterro. Foi sepultado no Cemitério do Caju.
Na ocasião, seu grande amigo Sobral Pinto declarou ... se tivesse ido para a presidência do Brasil, teria instaurado um governo de legalidade e de respeito à pessoa humana, e uma vinculação com partidos políticos, porque era um democrata sincero, inteligente e honrado. Com Lott na presidência, não teríamos ditadura militar durante vinte anos, não teríamos a falência nacional. Nada disso teria acontecido.
Quando a vida e a carreira política de Juscelino Kubitschek é mostrada na TV ou no cinema, a presença de Lott é quase que obrigatória, por causa de sua importância histórica neste período. No filme Bela Noite para Voar, de 2005, o Marechal foi interpretado pelo ator Cecil Thiré. Em 2006, na minissérie JK da Rede Globo, Lott foi interpretado por Arthur Kohl. Na peça "Nosso Nome", de 2019, Marechal Henrique Teixeira Lott foi interpretado pelo seu bisneto o ator, Henrique Varzea Lott.

## Carreira Militar
O quadro abaixo demonstra as graduações mais importantes obtidas pelo oficial Henrique Teixeira Lott dentro da hierarquia do Exército Brasileiro, bem como os anos respectivos em que elas ocorreram.
| Patente             | Data |
| ------------------- | ---- |
| Aspirante a oficial | 1914 |
| Segundo-tenente     | 1916 |
| Primeiro-tenente    | 1920 |
| Capitão             | 1926 |
| Major               | 1933 |
| Tenente-coronel     | 1938 |
| Coronel             | 1940 |
| General de brigada  | 1944 |
| General de divisão  | 1948 |
| General de exército | 1955 |
| Marechal            | 1959 |